# Dny české a německé kultury
Dny české a německé kultury (německy Tschechisch-Deutsche Kulturtage), do roku 2006 existující pod názvem Dny české kultury (Tschechische Kulturtage), jsou jedním z nejuznávanějších festivalů české kultury v zahraničí, který významnou měrou přispívá k prohlubování vztahů mezi severními Čechami a Saskem i mezi Českem a Německem. Festival se koná tradičně v říjnu a v listopadu a nabízí širokému spektru publika v celém Euroregionu Labe/Elbe příležitost k česko-německým setkáním, která doprovází odpovídající kulturní program. Na základě vlastních zkušeností sázejí Dny české a německé kultury na smíšenou nabídku známých i méně známých umělců, vědomě také se zvýšeným sociokulturním zaměřením. Pevné místo v programu mají akce z divadelního, filmového, literárního i hudebního žánru, sympozia a workshopy, stejně jako výstavy a přednášky týkající se česko-německých vztahů.

## Organizace festivalu
Dny české a německé kultury se konají se od roku 1999 v Drážďanech, Ústí nad Labem a Euroregionu Elbe/Labe. Iniciátorem přeshraničního festivalu byla Nadace Brücke/Most spolu s Českým centrem Drážďany a Zemským hlavním městem Drážďany. Po ukončení činnosti Českého centra Drážďany v roce 2010 převzal roli spolupořadatele Generální konzulát České republiky v Drážďanech. V roce 2007 přibyla ke spolupořadatelům společnost Collegium Bohemicum z Ústí nad Labem.
Dosavadní úspěch povzbudil pořadatele zorganizovat Dny české kultury také v pobočce nadace ve Freiburku v Breisgau v Bavorsku. Jejich úspěch byl natolik výrazný, že se v termínu 4.-11. května 2012 konal ve Freiburku v Breisgau a regionu již 8. festivalový ročník. Dny české kultury jsou pořádány Institutem Brücke při Nadaci Brücke/Most ve spolupráci s Českým centrem Mnichov.

## Cíle
Cílem festivalu Dny české a německé kultury je dodávání nových impulzů kulturní práci v příhraničním regionu a trvalé sdružování lidí na obou stranách hranice prostřednictvím rozmanité nabídky akcí. Hlavním záměrem je probudit a podporovat zájem o kulturu sousední země u návštěvníků jednotlivých festivalových akcí, organizací a kulturních činitelů skrze prezentaci kulturního programu pro všechny věkové a zájmové kategorie.

## Ohlasy
Zájem publika na jedné i druhé straně společné hranice rok od roku stoupá. Vysoký ohlas dokládá, že si Dny české a německé kultury získaly ve třináctém roce své existence pevné místo v kulturním životě Drážďan a okolí. Také v Ústí nad Labem a dalších místech na české straně Euroregionu Elbe/Labe začíná festival upevňovat své místo v kulturních kalendářích. Působivým dokladem zájmu o kulturu sousední země je zhruba 10 000 návštěvníků na obou stranách hranice ročně a průměrná návštěvnost přesahující 80 %.

## Dny české a německé kultury v minulých letech
14. Dny české a německé kultury 

URL: http://www.collegiumbohemicum.cz/aktualita/128-14-preshranicni-festival-dnu-ceske-a-nemecke-kultury-se-uz-tesi-na-divaky/

13. Dny české a německé kultury

URL: http://www.collegiumbohemicum.cz/aktualita/91-13-dny-ceske-a-nemecke-kultury-klepou-na-dvere/

URL: http://www.collegiumbohemicum.cz/clanek/275-zacinaji-13-dny-ceske-a-nemecke-kultury/

12. Dny české a německé kultury

URL: http://www.collegiumbohemicum.cz/clanek/247-12-dny-ceske-a-nemecke-kultury-se-louci-jaky-byl-letosni-rocnik-/